# Айзекс, Гарри
Гарри Айзекс (англ. Harry Isaacs; 21 января 1908 — 13 сентября 1961) — южноафриканский боксёр-любитель еврейского происхождения. Бронзовый призёр летних Олимпийских игр в Амстердаме.
Айзекс представлял Южно-Африканский союз на Олимпийских соревнованиях по боксу 1928 года в категории до 53.5 кг (118 фунтов). В отборочных соревнованиях 8 августа 1928 года он победил датчанина Оге Фаренгольца, а в четвертьфинале 9 августа — канадца Винсента Глионну.
В полуфинале он бился с американцем Джоном Дейли. Первоначально судьи объявили победителем Айзекса, но под давлением болельщиков поменяли своё решение. Любопытно, что аналогичная ситуация произошла в финале, но на этот раз первоначально объявленная победа Дейли была отменена и отдана итальянцу Витторио Таманьини. 
За третье место Айзекс сразился с ирландцем Френком Трэйнором и одержал победу.